# Fricativa bilabiale sonora
La fricativa bilabiale sonora è una consonante presente in alcune lingue, che in base all'alfabeto fonetico internazionale è rappresentata col simbolo [β].
Nella lingua italiana tale fono non è presente. È presente però nel Toscano, sostituto di [b] in posizione intervocalica o tra vocale e /l/, /r/. 
Es. bubare [buˈβaːɾe] 'lamentarsi' 

## Caratteristiche
La fricativa bilabiale sonora presenta le seguenti caratteristiche:
- il suo modo di articolazione è fricativo, perché questo fono è dovuto alla frizione causata dal restringimento del cavo orale;
- il suo luogo di articolazione è bilabiale, perché per produrre tale suono occorrono entrambe le labbra;
- è una consonante sonora, in quanto viene prodotta con le corde vocali.

## Altre lingue

### Spagnolo
In lingua spagnola corrisponde a ⟨b⟩ e ⟨v⟩ (eccetto i casi in cui sono precedute da una consonante nasale):
- iba "andavo/a" [ˈiβa]
- la vuelta "il giro" [laˈβwelta]

### Portuñol
In lingua portuñol:
- brabo "arrabbiato" [ˈbraβo]

### Sardo e sassarese
In lingua sarda, tale fono è spesso presente e si esprime attraverso la lettera ⟨b⟩ (a tibe, traballu). In sassarese, invece, viene reso a seconda dei casi con una ⟨b⟩ od una ⟨v⟩ (ad esempio binu, voltha).

### Ewe
In lingua ewe tale fono è rappresentato dalla grafia ⟨w⟩:
- Ewe "Ewe" [ɛβɛ]

### Giapponese
In lingua giapponese, tale fono è presente solo in posizione intervocalica, e può essere pronunciato anche come approssimante:
- 神戸市 "città di Kōbe" (traslitterato Kōbe-shi) [koːβeɕi]

## Approssimante bilabiale sonora
Esiste anche un fono approssimante che è strettamente legato alla fricativa bilabiale sonora. Può essere scritto sia con il simbolo <β̞ > che <ʋ̟>, ovvero  un'approssimante labiodentale avanzata. Per le lingue è estremamente raro porre una distinzione fonologica tra il suono della fricativa e dell'approssimante. 

### Lingua catalana
In lingua catalana: abans [əβ̞ ans]

### Lingua giapponese
In lingua giapponese: 私/watashi [β̞ ätäɕi]